# Reto Kläy
Reto Kläy (* 31. August 1978) ist ein Schweizer Eishockeyfunktionär und ehemaliger -spieler. Er ist seit 2014 Sportchef des EV Zug.

## Laufbahn
Kläy wuchs in Langnau im Emmental auf und durchlief die Nachwuchsstufen beim SC Langnau. Für den SC Rapperswil-Jona bestritt der Verteidiger in der Saison 2000/01 elf Spiele in der National League A. Die meiste Zeit seiner Spielerlaufbahn brachte er in der National League B zu, wo er für den EHC Visp, den EHC Olten sowie den SC Langenthal agierte. Für letzteren Verein stand er ab 2002 bis zu seinem Karriereende 2007 auf dem Eis. Seine Spielerlaufbahn musste er wegen einer Handverletzung beenden.
Direkt nach dem Ende seiner Spielerzeit wurde Kläy beim SC Langenthal Sportchef und übte dieses Amt bei den Oberaargauern bis zum Ende der Saison 2013/14 aus. Im Sommer 2014 nahm er seine Arbeit als Sportchef beim NLA-Klub EV Zug auf. In seiner Amtszeit wurde Zug 2021 und 2022 Schweizer Meister.